# Virslīga 2023
La Virslīga 2023, conosciuta anche come Optibet Virslīga per questioni di sponsorizzazione, è stata la 32ª edizione della massima divisione del campionato lettone di calcio dall'indipendenza e la 49ª con questa denominazione, iniziata l'11 marzo 2022, e terminata l'11 novembre 2023. Il Valmiera era la squadra campione in carica. Il RFS Riga si è laureato campione in questa stagione per la seconda volta nella sua storia.

## Stagione

### Novità
Nella stagione precedente non è stata retrocessa alcuna squadra dopo il ritiro dello Spartaks Jūrmala. Alle nove squadre dell'edizione precedente si aggiunge Jelgava campione in 1. Līga.

### Formula
Le 10 squadre partecipanti si affrontano in un doppio girone all'italiana, per un totale di 36 giornate. La squadra campione di Lettonia è ammessa al primo turno di qualificazione della UEFA Champions League 2024-2025. Le squadre classificate al secondo e terzo posto sono ammesse al primo turno di qualificazione della UEFA Europa Conference League 2024-2025, assieme alla vincitrice della coppa nazionale. La penultima classificata in Virslīga affronta la seconda classificata in 1. Līga in uno spareggio promozione-retrocessione. L'ultima squadra classificata retrocede direttamente nella seconda serie.

## Squadre partecipanti
| Club           | Città      | Stadio                   | Stagione precedente   |
| -------------- | ---------- | ------------------------ | --------------------- |
| Auda Ķekava    | Ķekava     | Audas stadions           | 5º posto in Virslīga  |
| BFC Daugavpils | Daugavpils | Celtnieks Stadions       | 7º posto in Virslīga  |
| Jelgava        | Jelgava    | Zemgale Olympic Center   | 1º posto in 1. Līga   |
| Liepāja        | Liepāja    | Daugavas Stadions        | 4º posto in Virslīga  |
| Metta          | Riga       | Daugavas Stadions        | 9º posto in Virslīga  |
| RFS Riga       | Riga       | Stadions Arkādija        | 3º posto in Virslīga  |
| Riga FC        | Riga       | Stadio Skonto            | 2º posto in Virslīga  |
| Super Nova     | Olaine     | Olaine stadion           | 10º posto in Virslīga |
| Tukums 2000    | Tukums     | Tukuma pilsētas stadions | 6º posto in Virslīga  |
| Valmiera       | Valmiera   | Jānis-Daliņš-Stadion     | Campione di Lettonia  |

## Classifica finale
|  | Pos. | Squadra        | Pt | G  | V  | N  | P  | GF | GS | DR  |
|  | ---- | -------------- | -- | -- | -- | -- | -- | -- | -- | --- |
|  | 1.   | RFS Riga       | 89 | 36 | 27 | 8  | 1  | 96 | 18 | +78 |
|  | 2.   | Riga FC        | 88 | 36 | 27 | 7  | 2  | 89 | 21 | +68 |
|  | 3.   | Auda Ķekava    | 58 | 36 | 16 | 10 | 10 | 44 | 39 | +5  |
|  | 4.   | Valmiera       | 53 | 36 | 14 | 11 | 11 | 47 | 40 | +7  |
|  | 5.   | Liepāja        | 51 | 36 | 14 | 9  | 13 | 52 | 54 | -2  |
|  | 6.   | Jelgava        | 40 | 36 | 10 | 10 | 16 | 42 | 57 | -15 |
|  | 7.   | BFC Daugavpils | 36 | 36 | 9  | 9  | 18 | 40 | 52 | -12 |
|  | 8.   | Tukums 2000    | 35 | 36 | 9  | 8  | 19 | 47 | 83 | -36 |
|  | 9.   | Metta          | 33 | 36 | 8  | 9  | 18 | 41 | 63 | -22 |
|  | 10.  | Super Nova     | 14 | 36 | 3  | 5  | 28 | 25 | 96 | -71 |

Legenda:
      Campione di Lettonia e ammessa alla UEFA Champions League 2024-2025
      Ammesse alla UEFA Conference League 2024-2025
 Ammessa allo spareggio promozione-retrocessione
      Retrocessa in 1. Līga 2024
Note:
Tre punti a vittoria, uno a pareggio, zero a sconfitta.
La classifica viene stilata secondo i seguenti criteri:
- Punti conquistati
- Punti conquistati negli scontri diretti
- Differenza reti negli scontri diretti
- Partite vinte
- Differenza reti generale
- Reti totali realizzate
- Miglior rapporto goal (goal fatti/goal subiti)
- Fair-play ranking
- Spareggio

## Risultati

### Partite (1-18)
|                | Aud  | BFC  | Jel  | Lie  | Met  | Rig  | RFS  | SuN  | Tuk  | Val  |
| -------------- | ---- | ---- | ---- | ---- | ---- | ---- | ---- | ---- | ---- | ---- |
| Auda           | –––– | 1-1  | 1-0  | 0-4  | 3-1  | 0-2  | 0-0  | 2-0  | 0-3  | 0-4  |
| BFC Daugavpils | 0-2  | –––– | 5-2  | 1-2  | 1-1  | 1-1  | 0-5  | 3-0  | 3-3  | 1-1  |
| Jelgava        | 0-0  | 2-1  | –––– | 2-1  | 2-1  | 1-3  | 0-2  | 2-0  | 2-2  | 2-0  |
| Liepāja        | 1-1  | 1-0  | 3-2  | –––– | 1-1  | 0-3  | 0-3  | 2-1  | 0-1  | 1-2  |
| Metta          | 0-2  | 3-2  | 0-1  | 1-1  | –––– | 0-2  | 0-0  | 4-1  | 3-2  | 0-1  |
| Riga FC        | 2-0  | 1-0  | 2-1  | 3-1  | 4-0  | –––– | 1-1  | 5-1  | 5-1  | 3-0  |
| RFS Riga       | 2-0  | 3-1  | 4-0  | 2-0  | 5-0  | 0-0  | –––– | 2-1  | 1-0  | 2-1  |
| Super Nova     | 0-2  | 0-4  | 2-2  | 2-6  | 0-3  | 0-4  | 1-6  | –––– | 2-0  | 1-0  |
| Tukums         | 2-2  | 1-0  | 2-0  | 0-3  | 1-2  | 0-2  | 1-7  | 3-2  | –––– | 0-0  |
| Valmiera       | 1-1  | 1-0  | 2-0  | 0-1  | 1-1  | 1-0  | 0-0  | 3-1  | 4-3  | –––– |

### Partite (19-36)
|                | Aud  | BFC  | Jel  | Lie  | Met  | Rig  | RFS  | SuN  | Tuk  | Val  |
| -------------- | ---- | ---- | ---- | ---- | ---- | ---- | ---- | ---- | ---- | ---- |
| Auda           | –––– | 1-0  | 3-0  | 1-1  | 3-1  | 0-1  | 2-5  | 1-0  | 1-0  | 0-0  |
| BFC Daugavpils | 0-2  | –––– | 1-1  | 2-1  | 4-2  | 0-2  | 0-1  | 2-0  | 3-1  | 0-0  |
| Jelgava        | 0-2  | 0-0  | –––– | 3-2  | 2-3  | 1-3  | 0-1  | 2-2  | 2-0  | 0-1  |
| Liepāja        | 1-1  | 2-1  | 1-1  | –––– | 3-2  | 0-4  | 1-1  | 2-0  | 1-0  | 1-4  |
| Metta          | 0-1  | 0-0  | 0-1  | 1-1  | –––– | 1-3  | 0-6  | 0-1  | 1-1  | 4-1  |
| Riga FC        | 1-0  | 3-0  | 3-5  | 3-1  | 1-0  | –––– | 1-1  | 1-1  | 4-0  | 3-0  |
| RFS Riga       | 3-0  | 3-1  | 1-0  | 3-1  | 1-0  | 0-0  | –––– | 5-0  | 7-0  | 3-0  |
| Super Nova     | 0-5  | 0-1  | 1-1  | 0-2  | 1-3  | 1-5  | 0-4  | –––– | 2-5  | 0-2  |
| Tukums         | 2-2  | 3-0  | 1-0  | 1-2  | 1-1  | 0-6  | 4-5  | 1-0  | –––– | 3-2  |
| Valmiera       | 1-2  | 0-1  | 2-2  | 1-1  | 2-1  | 1-1  | 1-0  | 1-1  | 6-0  | –––– |

## Spareggio promozione/retrocessione
Allo spareggio partecipano il nono classificato in Virslīga, e il secondo classificato (escluse le squadre riserve) della 1. Līga.
|          | Risultati |          | Luogo e data           |
| -------- | --------- | -------- | ---------------------- |
| Metta    | 6 - 1     | Skanstes | Riga, 22 novembre 2023 |
| Skanstes | 1 - 2     | Metta    | Riga, 25 novembre 2022 |
|          |           |          |                        |

## Statistiche

### Capoliste solitarie
|    | ——   | ——      | ——      | ——      | ——      | ——      | ——      | ——      | ——      | ——      | ——      | ——      | ——      | ——      | ——      | ——      | ——      | ——      | ——      | ——      | ——      | ——      | ——      | ——      | ——      | ——      | ——      | ——      | ——      | ——      | ——      | ——      | ——      | ——      | ——  | —— |  |
|    | Auda | Riga FC | Riga FC | Riga FC | Riga FC | Riga FC | Riga FC | Riga FC | Riga FC | Riga FC | Riga FC | Riga FC | Riga FC | Riga FC | Riga FC | Riga FC | Riga FC | Riga FC | Riga FC | Riga FC | Riga FC | Riga FC | Riga FC | Riga FC | Riga FC | Riga FC | Riga FC | Riga FC | Riga FC | Riga FC | Riga FC | Riga FC | Riga FC | Riga FC | RFS |    |  |
|    |      |         |         |         |         |         |         |         |         |         |         |         |         |         |         |         |         |         |         |         |         |         |         |         |         |         |         |         |         |         |         |         |         |         |     |    |  |
|    |      |         |         |         |         |         |         |         |         |         |         |         |         |         |         |         |         |         |         |         |         |         |         |         |         |         |         |         |         |         |         |         |         |         |     |    |  |
| 1ª | 2ª   | 3ª      | 4ª      | 5ª      | 6ª      | 7ª      | 8ª      | 9ª      | 10ª     | 11ª     | 12ª     | 13ª     | 14ª     | 15ª     | 16ª     | 17ª     | 18ª     | 19ª     | 20ª     | 21ª     | 22ª     | 23ª     | 24ª     | 25ª     | 26ª     | 27ª     | 28ª     | 29ª     | 30ª     | 31ª     | 32ª     | 33ª     | 34ª     | 35ª     | 36ª |    |  |

### Classifica marcatori
| Gol |  |  | Giocatore           | Squadra        |
| --- |  |  | ------------------- | -------------- |
| 19  |  |  | Marko Regža         | Riga FC        |
| 15  |  |  | Jānis Ikaunieks     | RFS Riga       |
| 14  |  |  | Andrej Ilić         | RFS Riga       |
| 13  |  |  | Dodô                | Liepāja        |
| 12  |  |  | Reginaldo Ramires   | Auda Ķekava    |
| 11  |  |  | Ismaël Diomandé     | BFC Daugavpils |
| 10  |  |  | Jevgenijs Miņins    | Super Nova     |
| 9   |  |  | Emerson Deocleciano | RFS Riga       |
| 9   |  |  | Raivis Ķiršs        | Tukums 2000    |
| 9   |  |  | Valerijs Lizunovs   | BFC Daugavpils |
| 9   |  |  | Victor Osuagwu      | Jelgava        |